# Exochus humerator
Exochus humerator är en stekelart som beskrevs av Aubert 1960. Exochus humerator ingår i släktet Exochus och familjen brokparasitsteklar. Inga underarter finns listade i Catalogue of Life.